# Зіґі Гаґль
Зіґі Гаґль, справжнє ім'я Зіґрід Гаґль (нім. Sigrid «Sigi» Hagl; 3 травня 1967, Ландсгут, Баварія, Федеративна Республіка Німеччина) — німецька політична діячка.

## Освіта та кар'єра

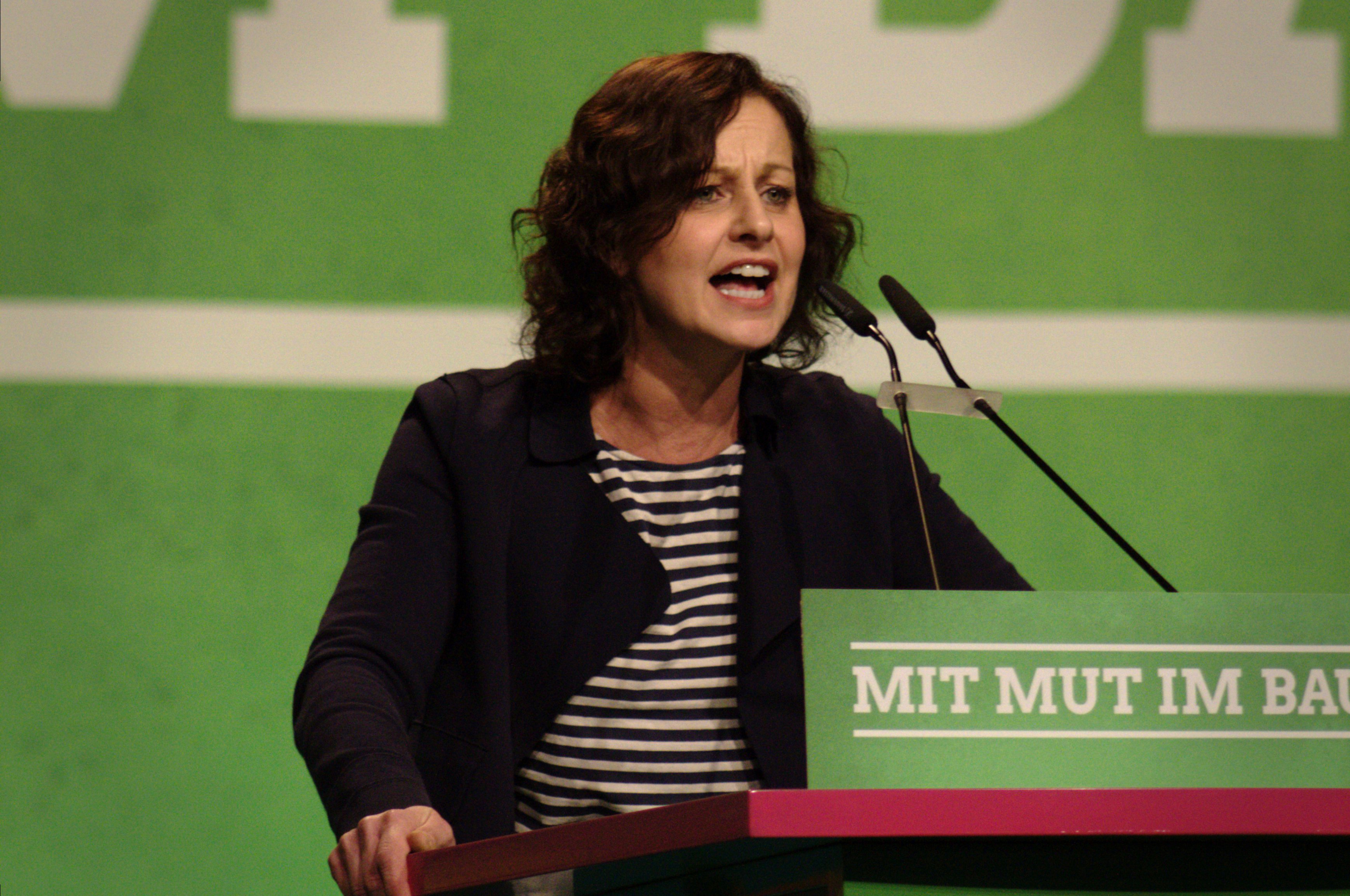
Зіґі Гаґль на з'їзді партії Зелених у Галлі 2015

Після навчання в гімназії ім. Ганса Лейнберга Гаґль закінчила навчання на редактора радіо і почала вивчати політологію. До того часу як вона почала займатися політичною діяльністю, Гаґль керувала студією приватної радіостаніції та працювала доценткою в інституті політології в Реґенсбурзькому університеті.
Гаґль є матір'ю двої дітей.

## Політична діяльність
У 2004 році Зіґі Гаґль вступила в партію Союз 90/Зелені. У 2008 році на місцевих виборах Зіґі була обрана до міської ради Ландсгута та взяла на себе головування фракції.
17 листопада 2013 року на з'їзді Партії Зелених у Баварії вона була обрана головою. У жовтні 2015 року її обрали знову на цю посаду, а у листопаді 2015 року на федеральному з'їзді Зелених — до складу партійної ради. 8 жовтня 2017 року на з'їзді земельних делегатів Партії Зелених Гаґль була знову обрана на посаду голови Партії Зелених Баварії, набравши 67,9 % голосів.